# D2 (jeu vidéo)
Pour les articles homonymes, voir D2.
D2 est un jeu vidéo de type action-aventure et survival horror développé et édité par WARP au Japon et Sega en Amérique du Nord. Il est sorti sur Dreamcast au Japon en 1999 et en Amérique du Nord en 2000.
Il est la suite de D, sorti en 1995.

## Synopsis
Le jeu débute quand Laura s'endort dans un avion l'emmenant vers une destination inconnue. Après être réveillée par le système de sonorisation de l'avion et engagé une conversation amicale avec un autre passager du nom de David, un groupe terroriste mené par une sorte de culte prend possession de l'avion, David, qui se révèle être un agent du FBI, tue un terroriste mais une météorite frappe l'avion le faisant s'écraser dans les montagnes canadiennes.  Après une série de mauvais rêves, Laura se réveille dans une petite cabane et est prise en charge par Kimberly Fox, une poète et auteure-compositrice qui a également survécu à l'accident. Cette dernière explique à Laura que dix jours se sont écoulés depuis l'accident et qu'elle l'a trouvé à une distance proche du lieu de l'accident deux jours avant. Mais soudainement, un autre survivant, qui est un des terroristes, arrive dans la cabane avant de muter en monstre végétal. Laura et Kimberly rencontrent ensuite Parker Jackson, un chercheur en communication extraterrestre et survivant du crash. Il tue le monstre mais est ensuite chassé par Kimberly, cette dernière se méfiant de lui.
Laura va donc explorer les montagnes afin de chercher de l'aide extérieur ainsi que d'autres survivants mais plus étrange, elle découvrira que des créatures hideuses se cachent dans la région qui sont en réalité les survivants ayant mutés en monstres. Comme pour le terroriste, elle doit donc les combattre tout en explorant la région. Elle est entraînée plus profondément dans le mystère quand elle doit aller dans une installation minière abandonnée afin de localiser Janie, une petite fille perdue que Kimberly avait trouvé avec Laura et qui est un des anciens passagers de l'avion.

## Système de jeu
Une des originalités du jeu est qu'il possède différents types de gameplay. Une grosse partie du jeu consiste à explorer un monde ouvert avec une vue à la troisième personne, tandis que les espaces intérieurs tels que les maisons sont en vue à la première personne. En explorant le monde qui nous entoure, le joueur sera confronté à des combats aléatoires comme dans certains RPG tels que Final Fantasy. Lors des combats, le joueur ne peut pas déplacer Laura, il ne peut que viser avec les armes que Laura a en sa possession. Vaincre ces créatures fait gagner des points d'expériences à Laura utilisés pour la faire augmenter de niveau ainsi que d'augmenter ses statistiques. Laura est équipé, à la base, d'une mitraillette avec des munitions illimitées et un fusil de chasse qu'elle peut utiliser pour tuer des animaux, ce qui lui donne de la nourriture augmentant sa barre de vie.
Les animaux que Laura tue sont additionnées pendant le jeu et sur l'écran Options, le joueur peut voir combien d'animaux il a tué. C'est là aussi que sont recueillies toutes les médailles donnés. En outre, Laura a un appareil photo qu'elle peut utiliser pour prendre des photos à tout moment dans le jeu (sauf pendant les cinématiques). Le joueur peut également enregistrer les photos sur un VMU et les visualiser plus tard.
Pendant qu'il explore la nature, le joueur est attaqué par des monstres. Or, si leur apparition est à la base aléatoire et censé être surprenante, cette dernière est involontairement prévenu par la lecture et le chargement du disque de jeu. Ceci explique pourquoi la console produit un bruit quelques secondes avant l'apparition des monstres, mais aussi pourquoi les sons et bruitages s'arrêtent aussi quelques secondes avant.[pertinence contestée]

## Sortie
Au Japon, une version de démo du jeu était livré avec un autre jeu de WARP, le remake sur Dreamcast d'un jeu sorti sur Saturn en 1997, Real Sound ~Kaze no Regret~. Cette démo, appelée D2 Shock Demo, contenait une scène d'introduction différente du jeu complet, un niveau spécial avec la moto des neiges, et une démo de combat. En outre, ce disque contenait aussi un fichier de sauvegarde qui pouvait être copié sur le VMU ce qui avait pour effet de débloquer un film secret sur la version complète, à savoir, une bande-annonce présentant la version abandonnée de D2 pour la 3DO M2. Elle a été retirée de la version américaine, mais on peut le voir brièvement dans la séquence d'introduction lors de la fusillade.